# 스칸사노
스칸사노(이탈리아어: Scansano)는 이탈리아 토스카나주 그로세토도에 있는 코무네다. 마렘마 지역에 위치해 있다.
와인 품종 중 하나인 모렐리노 디 스칸사노로 유명하다.